# Farhad Daftary
Farhad Daftary (* 1938; persisch فرهاد دفترى, DMG Farhād Daftarī) ist ein auf die islamische Glaubensgemeinschaft des Ismailitentums spezialisierter Islamwissenschaftler.
Daftary erwarb seinen Ph.D. 1971 an der University of California, Berkeley. Er war von 1992 bis 2023 Vizedirektor und Leiter des Department of Academic Research and Publications des Institute of Ismaili Studies in London.
Er ist Verfasser einer wichtigen Geschichte des Ismailitentums, des Werkes The Isma'ilis: their history and doctrines. Auf Deutsch erschien seine grundlegende Einführung Kurze Geschichte der Ismailiten. Seine Bücher wurden ins Arabische, Persische, Türkische, Urdu, Gujarati und in mehrere europäische Sprachen übersetzt.
Er ist beratender Herausgeber der Encyclopaedia Iranica, Mitherausgeber (mit Wilferd Madelung) der Encyclopaedia Islamica und Hauptherausgeber der beiden Buchreihen Ismaili Heritage Series und Ismaili Texts and Translations Series. Er war einer der Unterzeichner der Botschaft aus Amman.

## Veröffentlichungen (Auswahl)
Autor
- The Isma'ilis: Their History and Doctrines, Cambridge University Press, 1992, ISBN 978-0-521-42974-0
- The Assassin Legends: Myths of the Ismaʻilis, I.B. Tauris, 1994, ISBN 978-1-85043-705-5
- A short history of the Ismailis, Edinburgh University Press, 1998, ISBN 978-0-7486-0687-0
- Ismaili literature, I.B.Tauris, 2004, ISBN 978-1-85043-439-9
- Ismailis in medieval Muslim societies, I.B.Tauris, 2005, ISBN 978-1-84511-091-8
- mit Zulfikar Hirji: The Ismailis: An Illustrated History, Azimuth Editions, 2008, ISBN 978-1-898592-26-6

Herausgeber
- Intellectual Traditions in Islam, I.B. Tauris, 2001, ISBN 978-1-86064-760-4
- Mediaeval Isma'ili History and Thought, Cambridge University Press, 2001, ISBN 978-0-521-00310-0
- mit Josef Meri: Culture and memory in medieval Islam: essays in honour of Wilferd Madelung, I.B. Tauris, 2003, ISBN 978-1-86064-859-5
- mit Elizabeth Fernea, Azim Nanji: Living in Historic Cairo: Past and Present in an Islamic City, University of Washington Press, 2010, ISBN 978-1-898592-28-0
- mit Wilferd Madelung: Encyclopaedia Islamica, Bände 1–6. Brill, 2008–2018, ISSN: 1875-9823.